# 多馬尼夫卡區

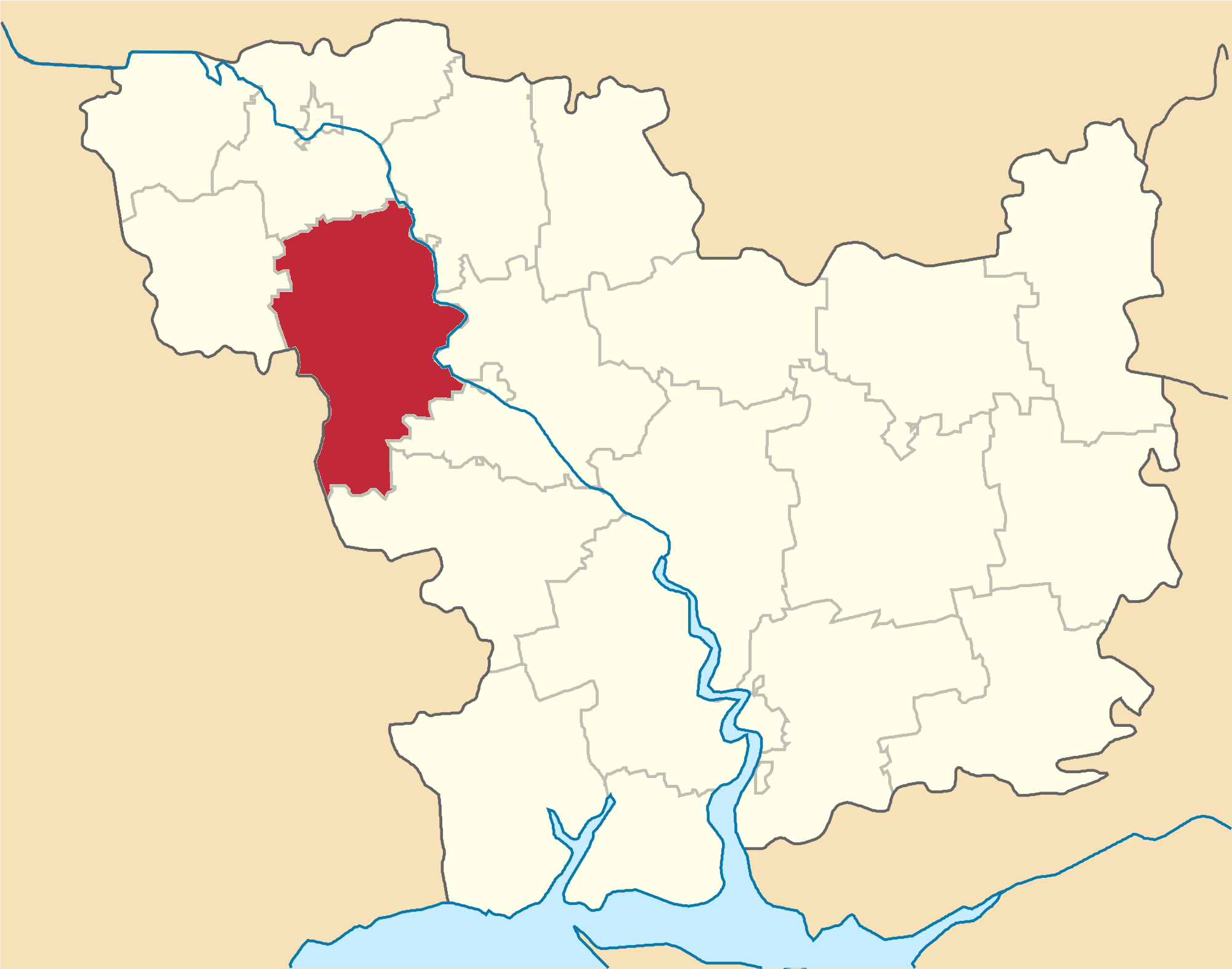
多馬尼夫卡區在尼古拉耶夫州的位置

多馬尼夫卡區（烏克蘭語：Доманівський район），曾是烏克蘭尼古拉耶夫州的一個區，位於該國南部，行政中心設於多馬尼夫卡，面積1,458平方公里，2013年人口25,862，人口密度每平方公里17.7人。
该区在2020年7月18日的乌克兰行政区划改革中被撤销，改革后尼古拉耶夫州下分为4个区。